# 신토 가쓰요시
신토 가쓰요시(일본어: 信藤 健仁, 1960년 9월 15일 ~ )는 일본의 전 축구 선수이다.

## 구단 경력
1983년 일본 사커 리그의 마쓰다에 입단했다. 1990년 미쓰비시 자동차로 이적했다. 1993년 재팬 풋볼 리그의 후지타 공업(벨마레 히라쓰카)로 이적했다. 1993년 재팬 풋볼 리그 우승으로 J1리그로 승격했다. 1994년에 천황배 우승을 차지했다. 1995년후 현역 은퇴.

## 국가대표팀 경력
그는 1987년 기린컵에 참가할 일본 국가대표팀에 발탁되었으며, 5월 27일 세네갈와의 경기에서 데뷔했다. 1990년 아시안 게임에도 출전했다. 그는 1990년까지 국제 A매치 통산 15경기에 출전, 1득점을 넣었다.

## 통계
| 일본 | 일본 | 일본 |
| 연도 | 출전 | 득점 |
| ---- | ---- | ---- |
| 1987 | 2    | 0    |
| 1988 | 3    | 0    |
| 1989 | 8    | 1    |
| 1990 | 2    | 0    |
| 통산 | 15   | 1    |